# Atanasio I di Gerusalemme
Atanasio I o Anastasio III (... – X secolo) è stato il patriarca di Gerusalemme tra il 929 e il 937.
È solo menzionato come successore di Leonzio nei cataloghi latini o nelle fonti greche. Sono più note le attività del suo sincello Giovanni. Gli anni del suo patriarcato cadono durante il ritorno della dominazione di Baghdad in Palestina, tra i governi dei Tulunidi e degli Ikhshididi.